# Freddy Krueger
Freddy Krueger je fiktivní postava hororové série Noční můra v Elm Street.
Freddy Krueger se narodil v ohni požáru, který vypukl ve starém ústavu pro choromyslné na Elm Street. Byl nemanželským dítětem Amandy Krueger (řádové sestry Mary Heleny), která se oběsila, když se dozvěděla, co Freddy spáchal. V dospělosti pracoval jako školník na střední škole ve Springwoodu, oženil se a měl dceru.
Freddy Krueger, ve filmech proslavený coby psychopatický vrah ze snů, začal zabíjet už jako živý. Jeho pokřivená mysl si vybrala jako první mladičkou holčičku Amy. Tehdy konečně našel Freddy smysl života. Ovšem policie jednoho dne vtrhla do kotelny, kde pracoval jako údržbář, a našla rozkládající se tělíčka desítek dětí. Byl zatčen, ale jeho obhájce našel nesrovnalost v dokumentu o domovní prohlídce; Krueger byl propuštěn.
Rodiče ze Springwoodu vzali zákon do vlastních rukou a zapálili Freddyho kotelnu, kde vrah uhořel. Tehdy si rodiče mysleli, že viděli konec Freddyho Kruegera. Freddy se ale vracel v nočních můrách jejich dětí a zabíjel je.

## Knihy
- Jefrey Cooper – Nightmares on Elm Street 1990 (vydáno jako Noční můry v Elm Street 1 roku 1992)[1]
- Joseph Locke – Nightmares on Elm Street 1990 (vydáno jako Noční můry v Elm Street 2 roku 1992)

## Filmy
- 1984 – A Nightmare on Elm Street, režie: Wes Craven (Noční můra v Elm Street)
- 1985 – A Nightmare On Elm Street Part 2: Freddy's Revenge, režie: Jack Sholder (Noční můra v Elm Street 2: Freddyho pomsta)
- 1987 – A Nightmare On Elm Street 3: Dream Warriors, režie: Chuck Russel (Noční můra v Elm Street 3: Bojovníci ze sna)
- 1988 – A Nightmare On Elm Street 4: The Dream Master, režie: Renny Harlin (Noční můra v Elm Street 4: Vládce snu)
- 1989 – A Nightmare On Elm Street: The Dream Child, režie: Stephen Hopkins ( Noční můra v Elm Street 5: Dítě snu)
- 1991 – Freddy's Dead: The Final Nightmare, režie: Rachel Talalay (Freddyho smrt – Poslední noční můra)
- 1994 – New Nightmare, režie: Wes Craven (Nová noční můra)
- 2003 – Freddy vs. Jason, režie: Ronny Yu (Freddy vs. Jason / Freddy proti Jasonovi)
- 2010 – A Nightmare on Elm Street, režie: Samuel Bayer (Noční můra v Elm Street)

## Představitelé Freddyho Kruegera
Od roku 1984 až do roku 2003, měl Freddy jen jednoho představitele. Byl jím Robert Englund. Z filmů, Freddyho i Roberta se stal zanedlouho kult. V roce 2010 ho v roli Freddyho vystřídal Jackie Earle Haley v remaku Noční můry.
Za představitele Freddyho Kruegera můžeme též považovat Kane Hoddera, jenž ve filmu Pátek třináctého 9 (1993) ztvárnil nejen Jasona Voorheese, ale také Freddyho ruku.